# Bledar Hajdini
Bledar Hajdini (nacido el 19 de junio de 1995) es un futbolista profesional Kosovo-Albanés que jugó por última vez como portero en el club Llapi de Kosovo.

## Carrera temprana
Hajdini comenzó su carrera futbolística jugando para el club local Hysi a la edad de diez años. Durante su etapa en el club, uno de sus nuevos entrenadores lo describió como un portero "talentoso", estuvo ocho años en el club antes de mudarse a Pristina en 2013 y jugó dos años antes de mudarse a Trepça '89.

### Trepça'89
En junio de 2015, Hajdini se unió a Trepça'89 en la Superliga de fútbol de Kosovo.

### Llapi
El 1 de junio de 2018, Hajdini se unió a Llapi en la Superliga de fútbol de Kosovo. [1]

### Ballkani
El 14 de diciembre de 2018, Hajdini se unió al club Ballkani de la Superliga de fútbol de Kosovo, cedido hasta el final de la temporada 2018-19. [2]

## Carrera internacional
El 2 de octubre de 2016, Hajdini recibió una llamada de Kosovo para los partidos de clasificación de la Copa Mundial de la FIFA 2018 contra Croacia y Ucrania. [3] El 13 de noviembre de 2017, debutó con Kosovo en un partido amistoso contra Letonia tras ser sustituido en el minuto 68 por Samir Ujkani. [4]

## Vida personal
Hajdini nació en Fürstenfeldbruck, Alemania, de padre y madre Kosovo-Albanés de Podujeva.